# Carl Schalén
Carl Adam Wilhelm Schalén, född 11 januari 1902 i Hedvig Eleonora församling, Stockholm, död 11 december 1993 i Lunds Allhelgonaförsamling, var en svensk astronom.
Schalén var professor i astronomi vid Lunds universitets observatorium 1955–1968. Han blev 1948 ledamot av Kungliga Vetenskaps-Societeten i Uppsala, 1949 av Kungliga Vetenskapsakademien och 1956 av Kungliga Fysiografiska Sällskapet i Lund. Schalén var brorson till Wilhelm Schalén. Carl Schalén är begravd på Östra kyrkogården i Lund.

## Utmärkelser
Asteroiden 1542 Schalén är uppkallad efter honom.